# Gastrochilus toramanus
Gastrochilus toramanus är en orkidéart som först beskrevs av Tomitaro Makino, och fick sitt nu gällande namn av Rudolf Schlechter. Gastrochilus toramanus ingår i släktet Gastrochilus och familjen orkidéer. Inga underarter finns listade i Catalogue of Life.